# Oligodon kunmingensis
Oligodon kunmingensis är en ormart som beskrevs av Kou och Wu 1993. Oligodon kunmingensis ingår i släktet Oligodon och familjen snokar. Inga underarter finns listade i Catalogue of Life.
Oligodon kunmingensis beskrevs med hjälp av exemplar från provinsen Yunnan i Kina. Populationen godkänns inte som art av The Reptile Database. Den listas där som synonym till Plagiopholis blakewayi.